# Schmerkendorf
Schmerkendorf ist ein Ortsteil der Stadt Falkenberg/Elster im südbrandenburgischen Landkreis Elbe-Elster und befindet sich unmittelbar südlich der Kernstadt an der Landesstraße L672.

## Geschichte

Schmerkendorf auf einer geschichtlichen Karte des Kreises Liebenwerda (1910).

Schmerkendorf wurde erstmals um 1251 urkundlich erwähnt. Der heutige Ortsname ist vermutlich entstanden aus der ersten Form „das Markgrevindorph“, was hochdeutsch Markgrafendorf bedeutet und auf die Besitzverhältnisse hinweist.
Als um 1400 vier Bauernhöfe in Schmerkendorf verwüstet wurden, bekam der Ort ein Rittergut. Aus diesem entstand später ein Vorwerk, mit dem ein „Herr von Strauchwitz“ belehnt wurde. 1931 wurde das Schmerkendorfer Rittergut aufgeteilt und eine große Umsiedlung erfolgte. Die nach der Aufteilung des Rittergutes überflüssig gewordene 1864 erbaute Brennerei, die das Wahrzeichen des Gutes war, wurde 1938 gesprengt.
1835 zählte das Dorf 45 Wohnhäuser mit 227 Einwohnern. An Vieh wurden 28 Pferde, 145 Stück Rindvieh, 475 Schafe und 17 Schweine gezählt.
Am 25. Juli 1952 wurde Schmerkendorf gemeinsam mit den Orten Drasdo, Falkenberg/Elster, Kölsa, München/Elster, Langennaundorf, sowie Uebigau und Wiederau im Rahmen einer umfassenden Verwaltungsreform in der DDR vom Landkreis Liebenwerda in den neuen Kreis Herzberg umgegliedert.

### Verwaltungszugehörigkeit
Das Dorf war Bestandteil des Amtes Liebenwerda aus welchem später der Landkreis Liebenwerda entstand. Nach 1952 war Schmerkendorf im Kreis Herzberg angegliedert, welcher dann 1990 im Landkreis Elbe-Elster aufging.
Die Eingliederung in die Stadt Falkenberg/Elster erfolgte am 26. Oktober 2003.

### Bevölkerungsentwicklung
| Einwohnerentwicklung von Schmerkendorf ab 1875 bis 2002. | Einwohnerentwicklung von Schmerkendorf ab 1875 bis 2002. | Einwohnerentwicklung von Schmerkendorf ab 1875 bis 2002. | Einwohnerentwicklung von Schmerkendorf ab 1875 bis 2002. | Einwohnerentwicklung von Schmerkendorf ab 1875 bis 2002. | Einwohnerentwicklung von Schmerkendorf ab 1875 bis 2002. | Einwohnerentwicklung von Schmerkendorf ab 1875 bis 2002. | Einwohnerentwicklung von Schmerkendorf ab 1875 bis 2002. | Einwohnerentwicklung von Schmerkendorf ab 1875 bis 2002. | Einwohnerentwicklung von Schmerkendorf ab 1875 bis 2002. | Einwohnerentwicklung von Schmerkendorf ab 1875 bis 2002. | Einwohnerentwicklung von Schmerkendorf ab 1875 bis 2002. | Einwohnerentwicklung von Schmerkendorf ab 1875 bis 2002. | Einwohnerentwicklung von Schmerkendorf ab 1875 bis 2002. |
| Jahr                                                     | Einwohner                                                |                                                          | Jahr                                                     | Einwohner                                                |                                                          | Jahr                                                     | Einwohner                                                |                                                          | Jahr                                                     | Einwohner                                                |                                                          | Jahr                                                     | Einwohner                                                |
| -------------------------------------------------------- | -------------------------------------------------------- | -------------------------------------------------------- | -------------------------------------------------------- | -------------------------------------------------------- | -------------------------------------------------------- | -------------------------------------------------------- | -------------------------------------------------------- | -------------------------------------------------------- | -------------------------------------------------------- | -------------------------------------------------------- | -------------------------------------------------------- | -------------------------------------------------------- | -------------------------------------------------------- |
| 1875                                                     | 500                                                      |                                                          | 1946                                                     | 1234                                                     |                                                          | 1989                                                     | 639                                                      |                                                          | 1995                                                     | 605                                                      |                                                          | 2001                                                     | 639                                                      |
| 1890                                                     | 600                                                      |                                                          | 1950                                                     | 1153                                                     |                                                          | 1990                                                     | 633                                                      |                                                          | 1996                                                     | 640                                                      |                                                          | 2002                                                     | 646                                                      |
| 1910                                                     | 700                                                      |                                                          | 1964                                                     | 866                                                      |                                                          | 1991                                                     | 598                                                      |                                                          | 1997                                                     | 643                                                      |                                                          |                                                          |                                                          |
| 1925                                                     | 953                                                      |                                                          | 1971                                                     | 819                                                      |                                                          | 1992                                                     | 589                                                      |                                                          | 1998                                                     | 645                                                      |                                                          |                                                          |                                                          |
| 1933                                                     | 909                                                      |                                                          | 1981                                                     | 731                                                      |                                                          | 1993                                                     | 610                                                      |                                                          | 1999                                                     | 643                                                      |                                                          |                                                          |                                                          |
| 1939                                                     | 908                                                      |                                                          | 1985                                                     | 696                                                      |                                                          | 1994                                                     | 614                                                      |                                                          | 2000                                                     | 642                                                      |                                                          |                                                          |                                                          |

## Kultur und Sehenswürdigkeiten

### Vereinsleben und regelmäßige Veranstaltungen
Alljährlich finden ein Dorffest, das Garten- und Kinderfest, der Feuerwehrball und der Sportlerball statt. Gestaltet werden diese durch die örtlichen Vereine und die Freiwillige Feuerwehr des Ortsteiles.

### Sehenswürdigkeiten

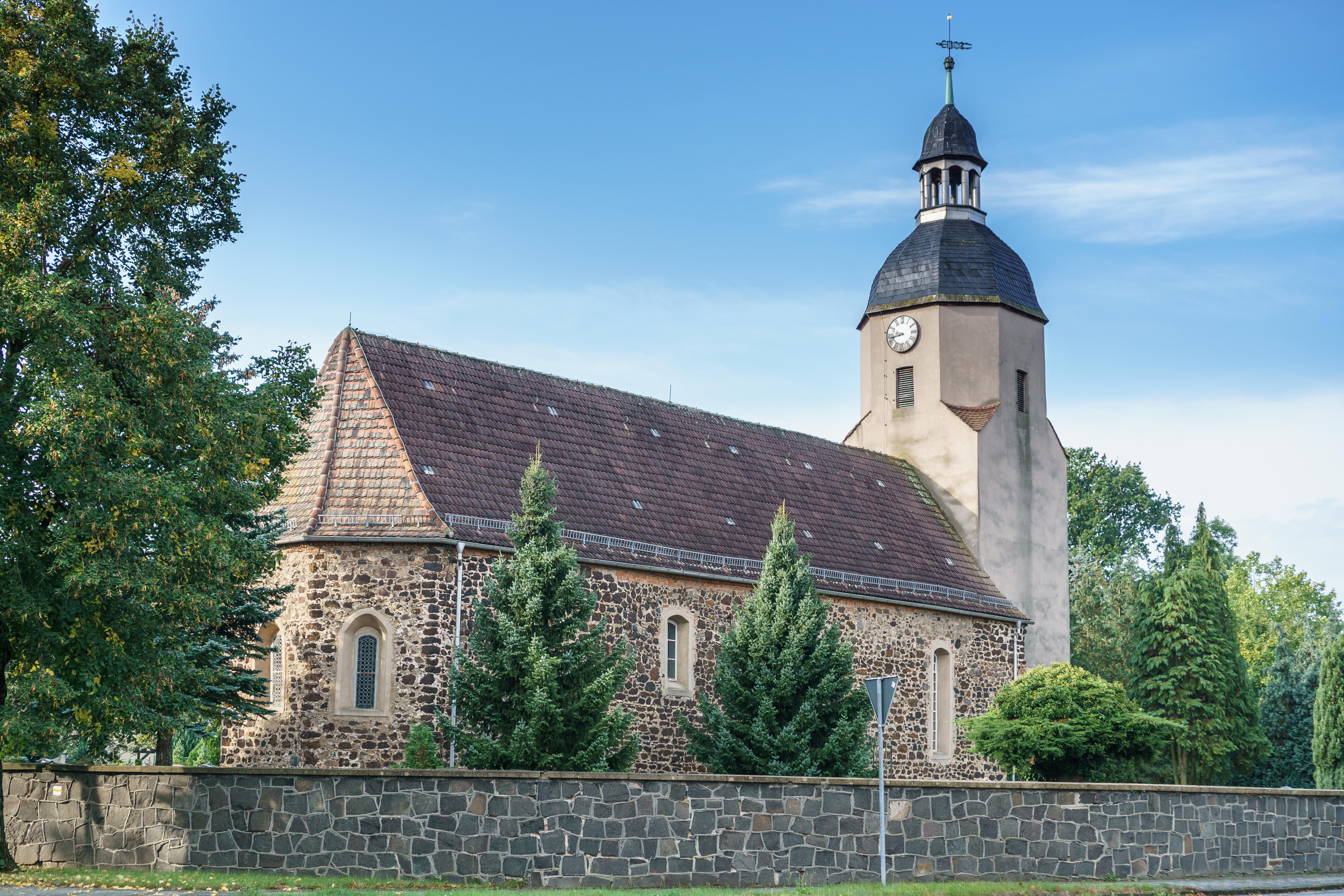
Kirche in Schmerkendorf

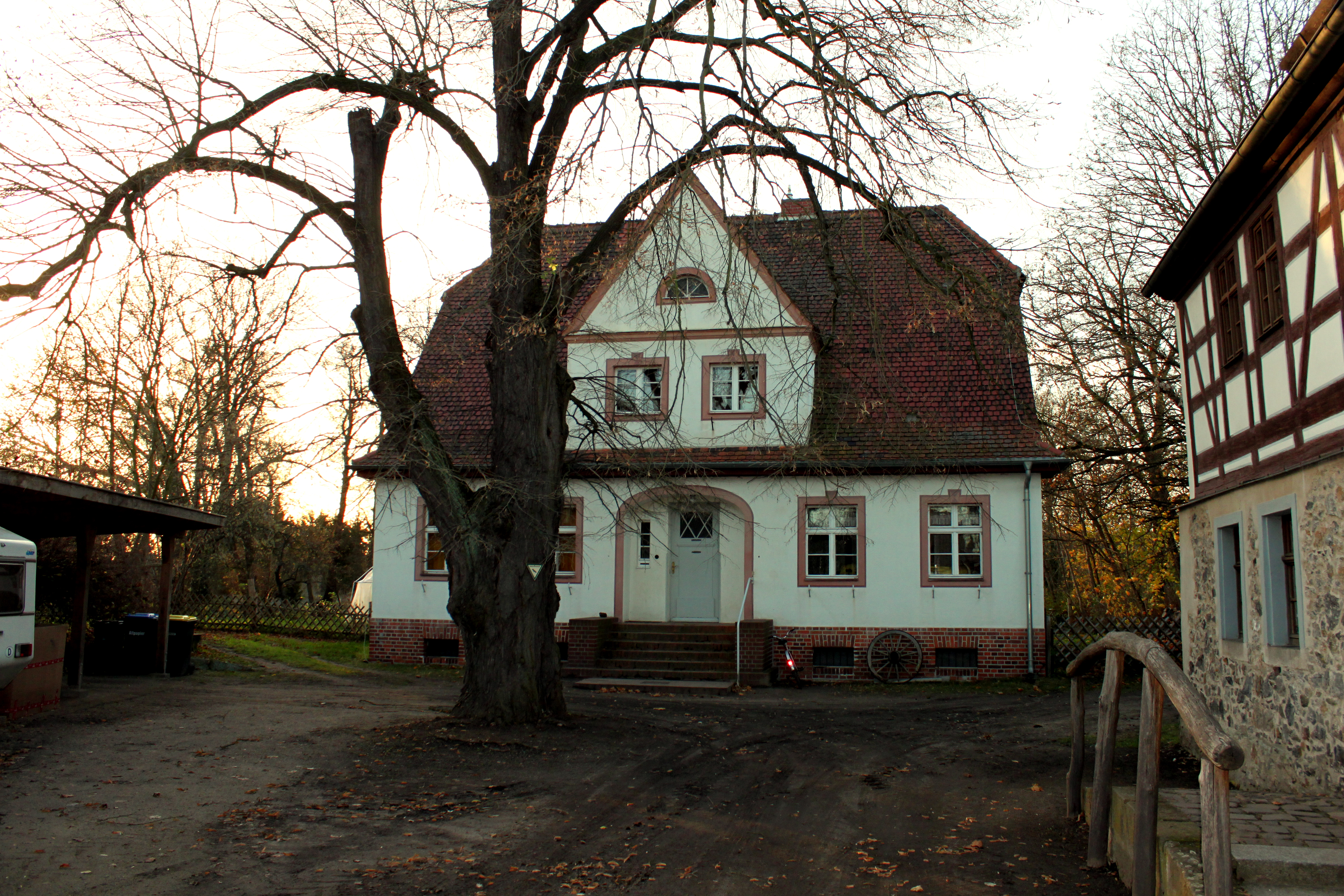
Rechts das alte Pfarrhaus, gerade das neue Pfarrhaus

Die Schmerkendorfer Dorfkirche befindet sich auf der Denkmalliste des Landes Brandenburg.
Im einstigen Pfarrhaus befindet sich die Schmerkendorfer Heimatstube, welche sich mit der Dorf-, Kirchen- und Schulgeschichte des Ortes sowie dem Leben des einheimischen Heimatforschers Friedrich Stoy befasst. Das Fachwerkhaus wurde 1613 erbaut und steht unter Denkmalschutz. 1993 erfolgte eine umfassende Sanierung.
Im Zentrum des Dorfes befindet sich eine etwa 700 Jahre alte Ulme, eine der ältesten ihrer Art im Land Brandenburg.
Im „Waldpark“ findet man ein Ziegengehege und einen Gedenkstein für den 1978 verstorbenen Heimatforscher Friedrich Stoy.

## Persönlichkeiten
- Heinrich Wilhelm Döbel (* 1699; † 1759 in Schmerkendorf), sächsischer Jäger, Forstmann und Verfasser mehrerer Bücher zum Jagdwesen, der zuletzt die Rittergutsbesitzung des Freiherrn Peter von Hohenthal (1726–1794) in Schmerkendorf bewirtschaftete
- Friedrich Stoy (* 1887; † 1978), Heimatforscher, der von 1907 bis 1953 in Schmerkendorf als Lehrer tätig war
- Harald Heinze (* 1940), Schriftsteller